# 烏什科夫火山
烏什科夫火山是俄羅斯的火山，位於克柳切夫火山西北約15公里的堪察加半島中部，海拔高度3,943米，破火山口長4.5公里、寬5.5公里，最近一次火山噴發在1890年4月發生。